# Gamasellus litoprothrix
Gamasellus litoprothrix är en spindeldjursart som först beskrevs av Lee 1966.  Gamasellus litoprothrix ingår i släktet Gamasellus och familjen Ologamasidae. Inga underarter finns listade i Catalogue of Life.